# Noblesse
Noblesse (кор. 노블레스, Нобыллесы, с фр. — «Благородство») — веб-манхва, написанная Сон Чжехо и проиллюстрированная Ли Гвансу. Она выходила в сервисе LINE Webtoon с 30 декабря 2007 по 7 января 2019 года. В 2015 году на её основе был снят южнокорейский мультфильм, а в 2016 году выпущена ONA-серия. Студия Production I.G сняла полноценный аниме-сериал, премьера которого состоялась 7 октября 2020 года на Crunchyroll.

## Сюжет
Действия разворачиваются в наше время, но в альтернативном мире. Кроме людей в мире существуют ещё два вида: ноблесс — или благородные — и оборотни. История начинается с пробуждения после 820-летнего сна благородного — Кадис Этрама Д. Рейзела (или просто Рей) на территории современной Южной Кореи. Выйдя из сна и ничего не зная о мире, он попадает в старшую школу «Е-Ран», где встречается с директором этой школы, являющимся его старым знакомым и подчинённым — Франкенштейном. Впоследствии он начинает дружить с несколькими учениками из этой школы. Всем вместе им приходится столкнуться с могущественной и агрессивной организацией под названием «Союз», которая «закулисно» правит всем миром.

## Персонажи
Кадис Этрама Ди Рейзел (кор. 카디스 에트라마 디 라이제르) — Истинный Ноблесс
Рей очень обаятельный, элегантный и таинственный Ноблесс. Он не имеет каких-либо знаний о XXI веке, и часто теряется и путается, особенно в отношении современных технологий (например, мобильный телефон или компьютер). Он часто становится объектом юмора в манхве со своей любовью к рамену, ошибок, которые он делает с технологией, и его ужасное чувство направления. Он впал в глубокий сон на 820 лет, а проснулся в заброшенном здании в Южной Корее. Увидев, что большинство людей на улицах были одеты в школьную форму, Рей трансформировал свой костюм в форму школы Е-Ран, которая находится под руководством Франкенштейна, и невольно последовал за школьниками. В настоящее время он проживает с Франкенштейном. Он показал чрезвычайно мощные способности, которые не уступают силе Лорда — возможность контроля разума, вместе с техникой под названием «Пространство крови». Хотя он кажется холодным и апатичным на улице, Рей показал сострадание к человеческим существам, хотя неизвестно, связано ли это с фактическим состраданием или это простое чувство долга. Рей очень красив, у него красные глаза (общая черта среди чистокровных ноблесс), красивые чёрные волосы и тихий нрав, и он, как правило, одет в школьную форму Е Ран. В левом ухе у него серебряная печать в форме креста сдерживающая его силы — подарок предыдущего Лорда. Если Рей использует свои силы, то его состояние ухудшается, как это видно после битвы с DA-5, хотя Рей утверждает что причин для беспокойства нет. Франкенштейн знает и понимает, что для восстановления сил мастеру нужно время. Однако, по словам Региса, даже в его нынешнем состоянии Рей обладает огромной силой, не уступающей Лорду. Рей демонстрирует свою силу управления крови путём создания мощного пространства крови без использования оружия духа. Геджутель, старый советник Лорда объясняет, что оружие духа Рея не материализуется в качестве оружия; его душа и есть его оружие. Изначально Ноблесс — это было имя одного благородного (Рея), а позднее стало именем всего их вида. В мире Ноблесс есть два особо почитаемых существа: Лорд, который олицетворяет власть, и истинный Ноблесс, который олицетворяет силу. Предыдущий Лорд оставил оружие духа, меч Рагнарек в храме для Рея, но Рей не может использовать Рагнарек потому что у него нет родственных связей с Лордом. Рей отдал Рагнарёк новому Лорду, чтобы его оружие духа стало полноценным. После сражения с Роктисом и Игнес Кравей, дабы отомстить за смерть отца Игнес выпускает спавшего до сих пор бывшего главу оборотней Музаку, чтоб тот добил Рея. Оказалось, что именно из-за него Рей впал в 820 летний сон, а также что он является его единственным другом. Но в пылу сражения Музака так и не осознал, что прошли столетия, и также напал на Рея, думая, что их битва 820-летней давности продолжается. Но после мощных атак обеих сторон, Музака скрылся в неизвестном направлении. Рей же потратил ещё больше жизненных сил защищая то, что ему дорого, но Лорд увеличила его жизненные силы, отдав ему «Рагнарек», который оставил ему бывший Лорд. Известно, что у Рея некогда был брат, почти точная его копия за исключением волос — у брата они вились. Один из глав кланов-предателей упомянул о том, что Рейзел потерял много сил в битве с братом. Также эти упоминания гласят о том, что Рей убил своего брата, так как тот хотел уничтожить людей.
Франкенштейн (кор. 프랑켄슈타인)
Модифицированный человек. Учёный. Он живёт очень долго для человека, не менее 830 лет. Обладает Тёмным копьём — оружием с огромной разрушительной силой, созданным людьми в далёкие времена. Для его создания было использовано неимоверное количество человеческих душ. Тёмное копьё обладает своей волей и пытается поглотить как противников, так и своего хозяина. Франкенштейн выглядит как красивый элегантный молодой человек, с длинными волнистыми светлыми волосами. Ненавидит беспорядок. В прошлом долгое время был дворецким в особняке Кадис Этрама Д Рейзела. Очень предан последнему. На начало повествования манхвы является учредителем и директором старшей школы «Е-Ран» в Южной Корее. Обладает некоторым политическим влиянием. Также впоследствии стало известно, что был на стороне Союза, но покинул их, узнав, что его знания хотят присвоить, поэтому уничтожил все свои данные и скрылся, прихватив их же разработку, то есть Тёмное копьё. Правда, где-то посеял свой дневник, который впоследствии обнаружит Кромбел и благодаря которому сможет продвинуться далеко вперёд в своих исследованиях. Скрываясь от людей и высланными за ним отрядов ЦА (Центрального Аппарата), побеждая и изучая их, привлекает к себе особо пристальное внимание со стороны Лукедонии. Одурачивает посланных привести его двух глав кланов (Рагара Кертье и Геджутеля К. Ландегре) и скрывается в особняке Рейзела. После эпичной встречи, тот представляет двум настигшим главам Франкенштейна, как своего дворецкого. После чего Франкенштейн разделяет уединение Мастера на 10 лет. Во время тренировочного сражения с Урокаем теряет контроль над копьём и оно почти полностью поглощает его разум, но Рейзел, используя свою силу, пробуждает сознание Франкенштейна, что спасает ему жизнь. Узнав об этом, он заключает договор крови с Рейзелом. Не раз сражается с другими главами кланов, но только в качестве тренировок. Один раз сильно ранил Урокая. Имел неплохие отношения с Рагаром Кертье и натянутые — с остальными. Вскоре после исчезновения своего Мастера покинул Лукедонию, сказав, что больше не может доверять благородным, которые не в силах отыскать бесследно исчезнувшего Рея. Безоговорочно слушается Мастера и боготворит его. Чтобы помочь, с помощью Тёмного копья создаёт печати (на подобие серьг, подаренных Предыдущим Лордом) в виде кольца и серьги. Но Рейзелу всё равно они не понравились из-за цвета.
Хан Шинву (кор. 한신우)
Шинву энергичный и спортивный подросток с ярко-красными волосами. Он всегда виден с пластырем на переносице. Он известен в городе, так как хорошо владеет боевыми искусствами и его боятся все банды. Мастерство Шинву находится на одном уровне с агентами KSA, с теми, кто ещё не модифицирован. Он боролся с инфицированным человеком и победил. Шинву часто показывают спящим на парте и пускающим слюни в классе. Хотя он и показан, как ленивый студент, он очень смелый и будет защищать своих друзей любой ценой.
Не равнодушен к Сейре.
Ву Икхан (кор. 우익한)
Друг Хана Шинву. Отлично разбирается в компьютерах, помогает отцу и полицейским в сетевой защите их сервера. Держался на равных против Тао, когда тот пытался взломать базу данных полиции. Потерпел поражение из-за Шинву, который выдернул питание компьютера из розетки. Комплексует по поводу своего маленького роста(157 см), что сблизило его с Регисом, носит очки. На занятиях в школе делает записи в компьютере.
Су Юна (кор. 서윤아)
Юна, друг детства Шинву и Ик Хана. Юна отвергла Шинву, когда тот признался ей в своих чувствах 2 года назад. Она случайно становится целью инфицированного парня, в самом начале истории, когда они сталкиваются. Юна дружелюбная, простая, разумная молодая девушка, более уравновешенная, чем её друзья. Она старается солидно себя вести, развлекается с друзьями, но при этом не забывает напоминать им о мирской реальности. Когда она и Рей, впервые играют в компьютерные игры, она весьма компетентна, хоть это и был её первый раз. Также есть намек на то, что она влюблена в М-21, после того как он стал охранником в школе.

## Медиа

### Манхва
| Тома            | Подзаголовок                    | Главы        | Дата публикации       | ISBN               |
| Первый сезон    | Первый сезон                    | Первый сезон | Первый сезон          | Первый сезон       |
| --------------- | ------------------------------- | ------------ | --------------------- | ------------------ |
| Сборник         | Сборник                         | 1 — 92       | 28 сентября 2011 года | ISBN 9788901130118 |
| 1               | кор. 새로운 세상에서 눈을 뜨다  | 1 — 92       | 28 сентября 2011 года | ISBN 9788901130125 |
| 2               | кор. 인간의 세상                | 1 — 92       | 7 октября 2011 года   | ISBN 9788901130132 |
| 3               | кор. 유니온                     | 1 — 92       | 7 октября 2011 года   | ISBN 9788901130149 |
| Второй сезон    |                                 |              |                       |                    |
| Сборник         | Сборник                         | 93 — 154     | 12 января 2012 года   | ISBN 9788901139173 |
| 1               | кор. 방문자                     | 93 — 154     | 12 января 2012 года   | ISBN 9788901139180 |
| 2               | кор. DA-5                       | 93 — 154     | 12 января 2012 года   | ISBN 9788901139197 |
| 3               | кор. 닥터 아리스                | 93 — 154     | 12 января 2012 года   | ISBN 9788901139203 |
| Третий сезон    |                                 |              |                       |                    |
| Сборник         | Сборник                         | 155 — 200    | 27 июля 2012 года     | ISBN 9788901148526 |
| 1               | кор. 귀족                       | 155 — 200    | 27 июля 2012 года     | ISBN 9788901148533 |
| 2               | кор. 루케도니아                 | 155 — 200    | 16 июля 2012 года     | ISBN 9788901148540 |
| 3               | кор. 정체                       | 155 — 200    | 27 июля 2012 года     | ISBN 9788901148557 |
| Четвёртый сезон |                                 |              |                       |                    |
| Сборник         | Сборник                         | 201 — 238    | 19 декабря 2012 года  | ISBN 9788901152615 |
| 1               | кор. KSA                        | 201 — 238    | 19 декабря 2012 года  | ISBN 9788901152622 |
| 2               | кор. 켈베로스                   | 201 — 238    | 19 декабря 2012 года  | ISBN 9788901152639 |
| 3               | кор. 12장로                     | 201 — 238    | 19 декабря 2012 года  | ISBN 9788901152646 |
| Пятый сезон     |                                 |              |                       |                    |
| Сборник         | Сборник                         | 239 — 286    | 29 октября 2013 года  | ISBN 9788901161044 |
| 1               | кор. M-24                       | 239 — 286    | 29 октября 2013 года  | ISBN 9788901160993 |
| 2               | кор. 결단                       | 239 — 286    | 29 октября 2013 года  | ISBN 9788901161006 |
| 3               | кор. 배신한 가주                | 239 — 286    | 29 октября 2013 года  | ISBN 9788901161013 |
| 4               | кор. 재회                       | 239 — 286    | 29 октября 2013 года  | ISBN 9788901161020 |
| Шестой сезон    |                                 |              |                       |                    |
| Сборник         | Сборник                         | 286 — 327    | 1 мая 2016 года       | ISBN 9791195719648 |
| 1               | кор. 프랑켄슈타인의 계약        | 286 — 327    | 25 апреля 2016 года   | ISBN 9791195719655 |
| 2               | кор. 욕망                       | 286 — 327    | 25 апреля 2016 года   | ISBN 9791195719662 |
| 3               | кор. 움직이는 웨어 울프         | 286 — 327    | 25 апреля 2016 года   | ISBN 9791195719679 |
| Седьмой сезон   |                                 |              |                       |                    |
| Сборник         | Сборник                         | 328 — 403    | 10 февраля 2017 года  | ISBN 9791187333159 |
| 1               | кор. 새로운 시작                | 328 — 403    | 10 февраля 2017 года  | ISBN 9791187333166 |
| 2               | кор. 무자카(웨어 울프의 움직임) | 328 — 403    | 10 февраля 2017 года  | ISBN 9791187333173 |
| 3               | кор. 격돌                       | 328 — 403    | 10 февраля 2017 года  | ISBN 9791187333180 |
| 4               | кор. 침공                       | 328 — 403    | 10 февраля 2017 года  | ISBN 9791187333197 |
| 5               | кор. 위기                       | 328 — 403    | 10 февраля 2017 года  | ISBN 9791187333203 |
| 6               | кор. 블러드 스톤                | 328 — 403    | 10 февраля 2017 года  | ISBN 9791187333210 |
| Восьмой сезон   |                                 |              |                       |                    |
|                 |                                 | 404 —        |                       |                    |

### Мультфильм
Первая анимированая версия Noblesse была представлена на 17-м Пучхонском международном анимационном фестивале. Его продолжительность — 37 минут. Она была снята южнокорейской анимационной студией Studio Animal и впервые выпущена на DVD компанией Woongjin Thinkbig Funnism 4 декабря 2015 года, а позже с 4 февраля 2016 года стала доступна как видео по запросу.

### Аниме
В 2016 году была выпущено односерийное ONA.
Production I.G взялась за аниме-сериал на основе манхвы. Сериал продолжает ONA и начинается со второго тома манхвы.